# Vashaun Vascianna
Vashaun Vascianna (29 de octubre de 2002) es un deportista de Jamaica que compite en atletismo. Ganó una medalla de plata en el Campeonato Mundial de Atletismo Sub-20 de 2021, en la prueba de 110 m vallas.